# Щербинино (Калининский район)
Щерби́нино — деревня (ранее село) в Калининском районе Тверской области. Центр Щербининского сельского поселения.
Расположена в 10 км к юго-востоку от Твери, в 2 км от станции Чуприяновка на участке железной дороги «Тверь—Москва». К северу от деревни речка Крапивня.

## История
Согласно историческим данным, в XV веке на месте храма Рождества Богородицы располагался Борисоглебский монастырь, насчитывавший 6 насельников. В результате польско-литовской интервенции в Смутное время начала XVII века монастырь был разрушен. Большинство жителей села Щербинино и близлежащих окрестностей были истреблены. Только спустя более чем сто лет в 1740 году на месте разрушенной обители был построен храм в честь Рождества Богородицы с двумя теплыми приделами: в честь святителя Димитрия Ростовского (южный придел) и северный придел в честь святых благоверных князей Бориса и Глеба. Церковь была сильно перестроена в 1859-62 годах. Во второй период заново, вместо прежних, возведены трапезная с приделами Дмитрия Ростовского и Бориса и Глеба, а также колокольня; первоначальный декор на фасадах храма срублен и заменен новым, переложены многие проемы.
В Списке населенных мест 1859 года значится владельческое село Щербинино с православной церковью (15 вёрст от Твери, 15 дворов, 221 житель).
Во второй половине XIX — начале XX века село было центром волости и прихода Тверского уезда. В 1886 году — 21 двор, 148 жителей, земская школа (открыта в 1889 году), библиотека для крестьянских детей.
В 1918, 1921-23 годах Щербинино — центр одноимённой волости Тверского уезда, в 1919 году — 44 двора, 218 жителей. В 1935 создана МТС.
С 1935 года Щербинино центр сельсовета в составе Калининского района Калининской области. В октябре-декабре 1941 года была оккупировано гитлеровскими войсками, в районе Щербинино действовал партизанский отряд И. Н. Щербака, комиссар И. И. Булохов. В деревне братская могила советских воинов, погибших в Великой Отечественной войне.
В 1997 году — 35 хозяйств, 45 жителей; администрация сельского округа, неполная средняя школа, библиотека. 

## Население
| 1859 | 1886 | 1919 | 1997 | 2002 | 2010 |
| ---- | ---- | ---- | ---- | ---- | ---- |
| 221  | ↘148 | ↗218 | ↘45  | ↗47  | ↘37  |

## Достопримечательности
В деревне расположена действующая Богородицерождественская церковь (1740).
- памятник природы парк Щербинино.